# Ju Kobajaši
Ju Kobajaši (japonsko 小林 悠), japonski nogometaš, * 23. september 1987.
Za japonsko reprezentanco je odigral 14 uradnih tekem.